# Хуго II фон Люневил-Лютцелщайн
Хуго II фон Люневил-Лютцелщайн (на немски: Hugo II, Graf von Luneville-Lutzelstein; * пр. 1212; † сл. 1244/1247) от фамилията на графовете на Близкастел в Саарланд, е граф на Люневил (1220 – 1243) и Лютцелщайн (Ла Петит-Пиер;на френски: La Petite-Pierre) в Гранд Ест в Елзас, от 15 век в Херцогство Лотарингия. Родител е на „графовете фон Лютцелщайн“.

## Произход
Той е син на граф Хуго I фон Близкастел-Люневил († 1220/сл. 1229) и съпругата му Кунигунда фон Кирбург, дъщеря на вилдграф и граф Конрад I фон Кирбург († сл. 1170) и Матилда де Бар (* ок. 1127). По баща е внук на граф Фолмар I фон Близкастел († сл. 1179) и графиня Клеменция фон Мец († сл. 1179). Баща му е брат на Хайнрих фон Близкастел († 1196), епископ на Вердюн (1180 – 1186). Брат е на Конрад фон Люневил-Ристе (* пр. 1212; † 15 май 1255/23 април 1256), господар на Ристе.

## Фамилия
∞ за жена с неизвестно име. Те имат вероятно един син (вер. от втория брак):
- Хуго III фон Лютцелщайн († сл. 1283), женен за втората си братовчедка Елизабет фон Саарбрюкен (* 1195; † сл. 1271); имат седем деца

∞ на 2 юни 1499 г. за Жоата/Юдит от Лотарингия-Жербевилер († сл. 1246), единствената дъщеря на Филип от Лотарингия-Жербевилер († 1236/1240) и Агнес († сл. 1237). Тя е внучка на херцог Фридрих I от Лотарингия († 1207) и полската принцеса Людмила († 1223), дъщеря на Мешко III Стари, херцог на Велика Полша от род Пясти. Те имат четири деца:
- Филип фон Лютцелщайн-Жербевилер († сл. 1282), женен I. за Беатрис, II. за Изабела
- Фридрих фон Лютцелщайн (* пр. 1243)
- Кунигунда фон Лютцелщайн († сл. 1270), омъжена за Бруно фон Малберг-Финстинген († 1270)
- дъщеря фон Лютцелщайн, омъжена пр. 10 януари 1247 г. за граф Конрад фон Хорбург († сл. 1259)